# Kathedrale St. Peter und Paul (Luzk)
Die katholische Kathedrale der Heiligen Apostel Peter und Paul sowie das Jesuitenkolleg sind nationale Baudenkmäler in Luzk. Die Kirche und das Kolleg gehörten dem Jesuitenorden und wurden nach deren Bedarf gebaut. Heute dient das Kolleg als Hochschule, die Kirche als Kathedrale des Luzker Bistums.

## Geschichte

### Bau

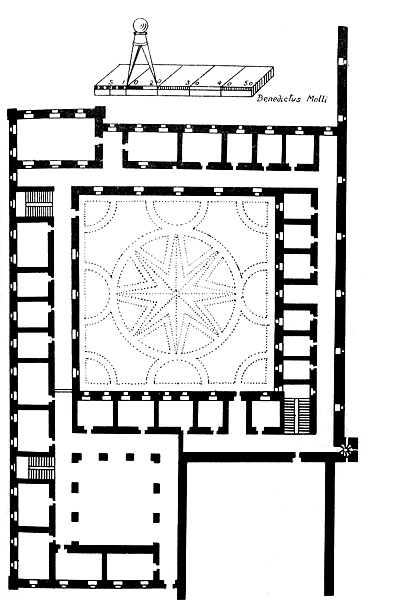
Entwurf von Architekt Benedykt Molli

Als Gründer der Kirche und des Kollegs gelten der polnische König Sigismund III. Wasa, der Bischof Marcin Szyszkowski und Paweł III. Wołucki. Der Architekt M. Gints erarbeitete den Bauplan, der später vom Architekten Djakomo Briano ergänzt und geändert wurde. Nach dessen Plänen wurde der Grundstein im Fundament am 16. Juli 1616 gelegt. In der zweiten Hälfte der 1630er Jahre beendete man den Kirchenbau im Renaissancestil. Die Jesuitenkirche wurde an der Stelle des Einfahrtsturms der Okoljnyj Burg so gebaut, dass sie die Burgmauer ersetzte und die Hauptfassade neben dem Einfahrtstor der Burg war. Das Kolleggebäude wurde in der Mitte des 17. Jahrhunderts nach Plänen des Architekten Benedetto Molli errichtet.

### Studium
Am Anfang zählte das Kolleg 150 Schüler, deren Anzahl später bis auf 300 stieg. Das Studium war gebührenfrei, zum Unterricht kamen die Menschen von Lemberg, Ostrog und Kiew hierher. Im Jahr 1615 wurde ein Kurs in moralischer Theologie eingeführt, 1636 auch Philosophie. Hier unterrichtete man auch Fechtkunst, Tanzen und Fremdsprachen. Man teilte auch einen separaten Bereich für Theater ab. Der Philosophieunterricht wurde im Jahre 1638 abgebrochen und 50 Jahre später 1688 wieder eingesetzt. Mathematik und Physik unterrichtete man in den Jahren 1692–1695, im Jahre 1753 setzte man diese Fächer wieder ein. Im Jahr 1762 fügte man Ethik und Philosophiekurse hinzu.

### Die Konflikte mit den Orthodoxen
Die Beziehungen der Luzker Jesuiten und Mitgliedern der Luzker Bruderschaft waren schwierig und gespannt. Es gab Schlägereien und gerichtliche Klagen. Im Jahre 1627 versuchte Wojtech Chelpowsjkyj den Mönch Serapion im Fluss Styr zu ertränken. Der Bettler Lukjan Pinslkyj, der im Kloster bei den Mönchen wohnte, wurde von Kollegstudenten zu Tode geprügelt.

### 1724 – heute
Am 14. Juni 1724 brach ein Feuer aus, das die Kirche schwer beschädigte. Im Laufe der nächsten Jahre bis zum Jahr 1730 wurde die gründliche Restaurierung unter Mitwirkung von Architekt Paweł Giżycki, einem Jesuiten, durchgeführt. Dabei erhielt die Kirche eine veränderte Gestalt. Um die vom Brand geschwächten Wände zu bewahren, wurde die Kirche mit den Galerien um den Narthex herumgebaut, es wurden zwei Türme errichtet. Die Kirche bekam klassizistisches Aussehen.
1773 verkündete Papst Clemens XIV. die Aufhebung des Jesuitenordens. Die Kirche wurde der Ausbildungsvolkskommission übergeben. Das Kolleg wurde geschlossen. 1787 wurde die Kirche zur Kathedrale erhoben. Das Kapitel zusammen mit der Bistumskanzlei besaßen einen Teil des ehemaligen Kollegs. Im 19. Jahrhundert wurde der Katholizismus von der russischen Regierung unterdrückt. Das ganze Jahrhundert hindurch bewahrte man hier Schriften und Gegenstände auf, die von der Regierung aus anderen Kirchen in Luzk beseitigt wurden. Im Jahr 1946 schloss die Regierung der Sowjetunion die Kirche. Bald gründete man hier ein Atheistenmuseum. Das schädigte die Innenausstattung und die Kunstwerke. Nach dem Zerfall der Sowjetunion wurde die Funktion der Kirche erneuert. Im Jahr 1999 baute man eine Orgel ein, die 1953 von den Orgelbauern Heinrich Rohlfing und Matthias Kreienbrink in Osnabrück hergestellt worden war und aus Deutschland mitgebracht wurde.

## Architektur

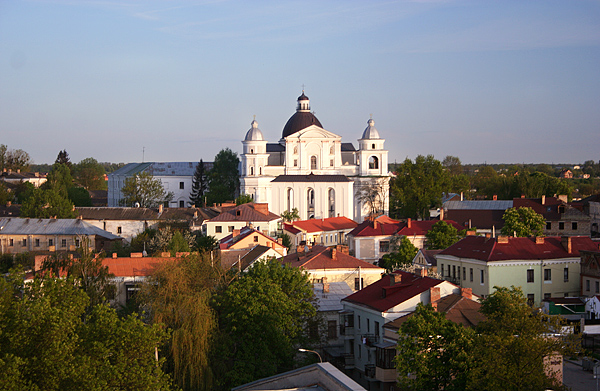
Das Hauptportal der Kathedrale

Die Kirche mit der Grundfläche in Form des griechischen Kreuzes ist   als Basilika errichtet, mit Umgehungsgalerien und zwei Türmen an den Ecken der Frontwand. Die Türme haben verschiedene Formen: im Westen – viereckig, im Osten – achteckig. Die Frontwand schmücken 5 Skulpturen. Hier befinden sich auch die Bretter mit lateinischen Inschriften.
Das dreistöckige Kolleg liegt hinter der Kirche. Besonders zeichnet sich die südlich-westliche Fassade aus. Zwei Unterstöcke sind mit Kämpfer- und Archivoltebögen geschmückt. Von der Wand treten 5 massive Risalite mit den Gesimsen, dreieckigen Giebeln und dem altertümlichen Dachziegel heraus. Südlich hinter dieser Fassade steht der Geschützturm der Okolny-Burg (des Fürstengeschlechts Czartoryski) mit den Mauerresten aus dem 16. Jahrhundert.

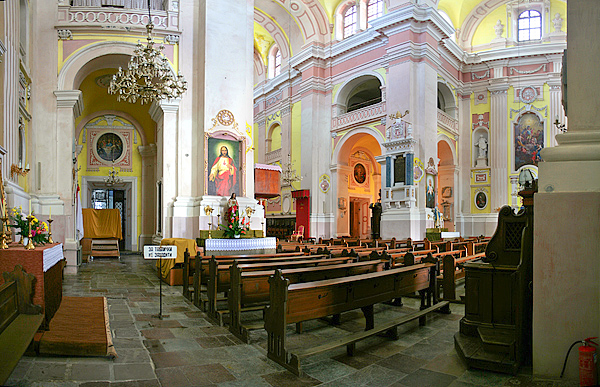
Die Innenausstattung

Das Innere enthält Gemälde, Grabinschriften, Gedenktafeln, alte Möbel, Wandmalereien, Skulpturen, Basreliefs, Monogramme, Stempel und weiterer architektonischer Dekor. Einige Gemälde wurden umgearbeitet oder restauriert, einige stammen auch von anderen Kirchen und wurden nach Luzker gebracht. Die ältesten stammen aus dem 18. Jahrhundert und wurden von unbekannten Künstlern hergestellt. Auf einigen Gemälden sind noch Spuren der Nachbehandlung geblieben, was man auf den Heiligenbildern von Sankt Franziskus, St. Hieronymus, "Gegeißelter Christus" u. a. erkennen kann. Es gibt auch Bilder, die für die Kirche und ihren konkreten Standplatz gemalt wurden. Die ältesten davon wurden von K. Villani, einem italienischen Kunstmaler 1801 gemalt. In der Sakristei sind noch andere Kirchen von Luzk dargestellt: Bernhardiner, Dominikaner, Karmeliter und Trynitarer.

## 2012
Heute ist die Jesuitenkirche die Hauptkathedrale des Luzker Bistums, das die Wolhyner und Riwner Gebiete umfasst. Witalij Skomarowskyj ist der Bischof und Ordinarius des Bistums. Das Kolleg steht der  Technischen Fachhochschule Wolhyn zur Verfügung. Unter dem Gebäude befinden sich mehrere unterirdisches Gewölbe, die besichtigt werden können. Der Eingang liegt unter dem Glockenturm in der südwestlichen Fassade. Wiederkehrende Gottesdienste:
| Wochentag  | Zeit                                        |
| ---------- | ------------------------------------------- |
| Montag     | 09:00 (Polnische Sprache) 18:00             |
| Dienstag   | 09:00 (Polnische Sprache) 18:00             |
| Mittwoch   | 09:00 (Polnische Sprache) 18:00             |
| Donnerstag | 09:00 (Polnische Sprache) 18:00             |
| Freitag    | 09:00 (Polnische Sprache) 18:00             |
| Samstag    | 09:00 (Polnische Sprache) 18:00             |
| Sonntag    | 08:30 (Polnische Sprache) 10:00 12:00 18:00 |

## Ansichten

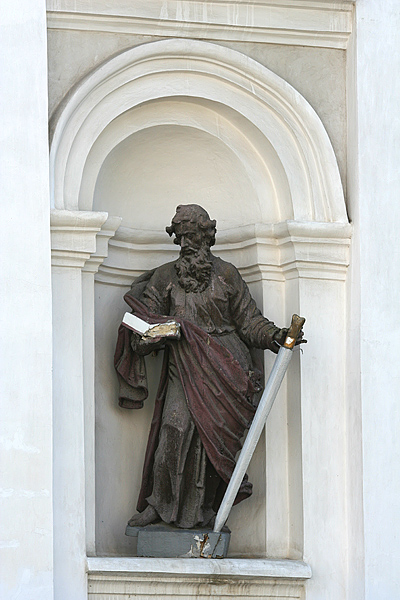
St. Paul
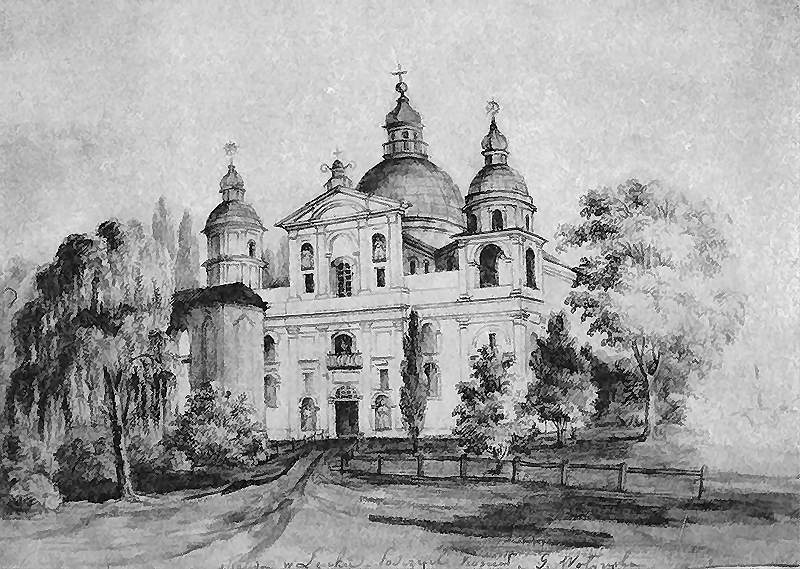
Napoleon Orda
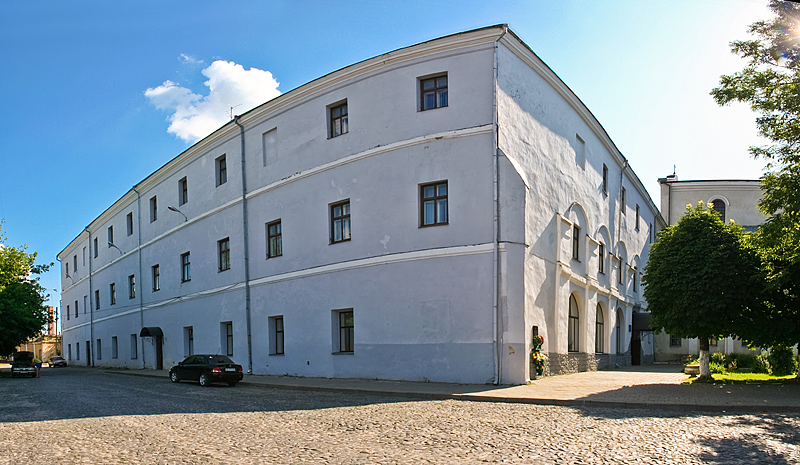
Das Kolleg

## Geistliche
- Franciscus Kowalkowski de Kowalki h. Przeginia[1] (* um 1645), Kanoniker und Notar der Kirche der Heiligen Apostel Peter und Paul (1674)